# دير خليل (الحديدة)
دير خليل هي إحدى قرى مديرية المراوعة، التابعة لمحافظة الحديدة اليمنية، بلغ تعداد سكانها 1482 نسمة حسب الإحصاء الذي أجري عام 2004.